# Allan Maxam
Allan M. Maxam (* 28. Oktober 1942) ist ein US-amerikanischer Molekularbiologe.
Maxam wurde an der Harvard University bei Walter Gilbert in Molekularbiologie promoviert und war dort ab 1980 Assistant Professor in Biologie am Dana Farber Cancer Institute. Ende der 1990er Jahre war er am Biolinguistics Institute in Cambridge (Massachusetts).
Bekannt ist er für die Erfindung einer Gensequenzierungsmethode mit Walter Gilbert (1977), der insbesondere dafür 1980 den Nobelpreis erhielt und die sie zu Pionieren der Gentechnik machten. Sie kombiniert  Markierung (radioaktiv oder mit Farbstoffen) von DNA-Strängen, gezieltes Zerschneiden der DNA an bestimmten Basen mit speziellen Reagenzien und Gelelektrophorese. In den späteren Gensequenzierungsprojekten wurde meist ein anderes Verfahren verwendet, das 1975 von Frederick Sanger entwickelt wurde, Enzyme verwendet und eine weitgehende Automatisierung erlaubt.

## Schriften
- Walter Gilbert, Allan Maxam: The Nucleotide Sequence of the lac Operator. In: PNAS. Band 70, Nr. 12, Dezember 1973, S. 3581–3584, doi:10.1073/pnas.70.12.3581.
- A. M. Maxam, W. Gilbert: A new method for sequencing DNA. In: PNAS. Band 74, Nr. 2, Februar 1977, S. 560–564, doi:10.1073/pnas.74.2.560.
- Allan M. Maxam, Richard Tizard, Konstantin G. Skryabin, Walter Gilbert: Promoter region for yeast 5S ribosomal RNA. In: Nature. Band 267, Nr. 5612, 16. Juni 1977, S. 643–645, doi:10.1038/267643a0.